# Храм Всемилостивого Спаса (Москва)
Храм Всемилостивого Спаса бывшего Скорбященского монастыря — православный храм в Тверском районе Москвы, единственный сохранившийся храм Скорбященского монастыря. Относится к Иверскому благочинию Московской епархии Русской православной церкви. Собор недействующий, службы проходят в домовой церкви в честь Всемилостивого Спаса, расположенной в бывшем рукодельном корпусе (Новослободская улица, 58к5).

## История
Закладка состоялась в 1889 году, освящение — в 1894 году. В 1910 году собор обновлялся с промывкой иконостаса и покрытием внутри росписями. Был вновь освящён после обновления 3 октября 1910 года митрополитом Владимиром в присутствии великой княгини Елизаветы Фёдоровны.
После закрытия был передан на баланс московского Станкина. В 1970-е годы предполагался снос для строительства корпуса информационно-вычислительного центра. Благодаря вмешательству общественности и личному участию Ильи Глазунова храм удалось отстоять.
В 1995 году церкви было возвращено здание бывших келий Скорбященского монастыря по адресу: улица Новослободская, 58с5. Настоятелем прихода стал протоиерей Александр Ильяшенко. Там стали совершаться богослужения.
В феврале 2010 года при храме организовано общественное движение для работы с детьми-сиротами, оставшимися без попечения родителей. В храме проходят библейские встречи для молодёжи и взрослых.
16 августа 2019 года в соответствии с распоряжением территориального управления Росимущества в городе Москве собор Всемилостивейшего Спаса передан в собственность прихода Всемилостивого Спаса бывшего Скорбященского монастыря города Москвы.

## Архитектура
Краснокирпичный, пятиглавый храм в русском стиле эпохи Александра III. Архитектор Иван Владимиров. После смерти Владимирова достраивал архитектор Пётр Виноградов. Храм внутри был богато украшен четырёхъярусным иконостасом и киотами изящной работы.
Престолы:
- Главный — Всемилостивого Спаса
- Правый — Божией Матери Скоропослушницы
- Левый — Двенадцати апостолов.